# Schnee, der auf Zedern fällt (Film)
Schnee, der auf Zedern fällt ist ein US-amerikanischer Film aus dem Jahr 1999. Regisseur Scott Hicks verfilmte damit den gleichnamigen Roman von David Guterson aus dem Jahr 1994 und thematisiert wie dieser die Internierung japanischstämmiger Amerikaner im Zweiten Weltkrieg. 
Als der Fischer Kazuo Miyamoto angeklagt wird, einen amerikanischen Fischer getötet zu haben, wird Ishmael Chambers, dargestellt von Ethan Hawke, der dem Prozess als Reporter beiwohnt, mit seiner Vergangenheit konfrontiert.

## Handlung
1954: An der Küste des US-Bundesstaates Washington wird der Fischer Carl Heine ertrunken aufgefunden. Da der Tote eine Kopfverletzung aufweist, kann Mord nicht ausgeschlossen werden, und Heines japanischstämmiger Kollege Kazuo Miyamoto wird verhaftet.
Der Reporter Ishmael Chambers soll über das Gerichtsverfahren berichten und trifft dabei auf seine Jugendliebe Hatsue Imada, die Ehefrau des Angeklagten. Chambers könnte beim Aufklären des Verbrechens helfen, aber durch seine wiederaufkeimenden Gefühle für Hatsue gerät er in ein Dilemma. Schlussendlich erklärt er sich bereit zu helfen, muss aber gegen die immer noch nach dem Zweiten Weltkrieg vorhandenen Ressentiments auf beiden Seiten kämpfen. Chambers kann jedoch beweisen, dass Carl Heines Boot von der Bugwelle eines anderen Schiffs getroffen worden war, er deshalb vom Schiff gefallen und ertrunken ist. Kazuo Miyamoto ist somit unschuldig und wird freigesprochen.
Der wichtigste Handlungsstrang ist jedoch die Internierung der an der Westküste lebenden japanischstämmigen Minderheit. Nach dem japanischen Überfall auf Pearl Harbor wurden zahlreiche japanischstämmige Bürger interniert. Der Film soll diesen oft vergessenen Teil der US-amerikanischen Geschichte wieder in Erinnerung rufen.

## Wissenswertes
- Weltpremiere feierte Schnee, der auf Zedern fällt am 12. September 1999 auf dem Toronto Film Festival. US-Premiere war am 9. Dezember des Jahres, der offizielle US-Starttermin war der 7. Januar 2000. Am 30. März 2000 kam der Film in die deutschen Kinos.
- Der Film wurde überwiegend in British Columbia gedreht, weitere Drehorte waren Whidbey Island und Los Angeles.
- Universal Pictures produzierte Schnee, der auf Zedern fällt in Zusammenarbeit mit The Kennedy/Marshall Company mit einem Budget von 35 Mio. US-Dollar.

## Unterschied zur Romanvorlage
Die Figur des Kazuo Miyamoto heißt im Roman Kabuo Miyamoto.

## Deutsche Fassung
Die deutsche Synchronbearbeitung entstand 1999/2000.
| Rolle                 | Darsteller        | Synchronsprecher         |
| --------------------- | ----------------- | ------------------------ |
| Ishmael Chambers      | Ethan Hawke       | Frank Schaff             |
| Hatsue Imada Miyamoto | Youki Kudoh       | Carola Ewert             |
| Nels Gudmundsson      | Max von Sydow     | Jürgen Thormann          |
| Kazuo Miyamoto        | Rick Yune         | Johannes Berenz          |
| Alvin Hooks           | James Rebhorn     | Till Hagen               |
| Arthur Chambers       | Sam Shepard       | Frank Glaubrecht         |
| Horace Whaley         | Max Wright        | Lutz Mackensy            |
| Sheriff Art Moran     | Richard Jenkins   | Helmut Gauß              |
| Carl Heine            | Daniel von Bargen | Roland Hemmo             |
| Etta Heine            | Celia Weston      | Kerstin Sanders-Dornseif |

## Auszeichnungen
Kameramann Robert Richardson war für einen Oscar und einen ASC Award nominiert. Ausgezeichnet wurde Richardson hingegen mit vier Kritikerpreisen. Bei den Satellite Awards im Jahr 2000 war der Film fünfmal nominiert, er ging jedoch leer aus.

## Kritiken
„Im gleichberechtigten Nebeneinander von Gegenwart und Vergangenheit evoziert der Film Schmerz und Schönheit zugleich, indem er jenseits romantischer Klischees von der Tragik dieser einzigartigen Liebe erzählt. Außergewöhnlich behutsam inszeniert und eindrucksvoll gespielt.“

„Präzises und brillant bebildertes Zeitporträt“